# Симон Филип (Липе)
Симон Филип фон Липе (на немски: Simon Philipp zur Lippe-Detmold; * 6 април 1632 в Детмолд; † 19 юни 1650 във Флоренция) е граф на Липе-Детмолд (1636 – 1650).
Той е най-възрастният син на граф Симон Лудвиг фон Липе-Детмолд (1610 – 1636) и съпругата му Катарина фон Валдек-Вилдунген (1612 – 1649), дъщеря на граф Kристиан фон Валдек-Вилдунген (1585 – 1637) и графиня Елизабет фон Насау-Зиген (1584 – 1661).
След смъртта на баща му през 1636 г. опекун на Симон Лудвиг става дядо му граф Христиан фон Валдек-Вилдунген (1585 – 1637). Тогава чичо му Йохан Бернхард (1613 – 1652), брат на баща му, има претенции за опекунството.
През 1638 г., по поръчка на майка му един хауптман от Хесен отвлича Симон Филип и братята му Херман Ото и Лудвиг Христиан и ги завежда в Лемго и Хамелн („Prinzenraub“). По-късно принцовете са предадени под закрилата на ландграф Георг II фон Хесен-Дармщат в Марбург; бабата на Георг (Магдалена фон Липе) е по бащина линия сестра на Симон VI фон Липе.
Майка му се омъжва втори път в Лемго на 15 ноември 1643 г. за херцог Филип Лудвиг фон Шлезвиг-Холщайн-Зондербург-Визенбург (1620 – 1689).
Заради войната през 1645 г. принцовете са заведени в Гисен, където по-малките братя на Симон Филип умират от едра шарка. Тогава майка му Катарина, вече херцогиня на Холщайн, поръчва през 1647 г. второто му „отвличане“. Накрая граф Симон Филип се връща в Детмолд. Там той се сгодява за 7-годишната графиня Елизабет Шарлота Меландер фон Холцапел (* 29 февруари 1640; † 17 март 1707), единствената дъщеря на генерал Петер Меландер фон Холцапел.
През 1649 г. Симон Филип пътува до Париж, Гренобъл, Рим, Милано и Флоренция. Симон Филип се разболява във Флоренция от едра шарка и умира там неженен на 19 юни 1650 г. Чичо му Йохан Бернхард поема графството Липе-Детмолд.
Годеницата му Елизабет Шарлота Меландер фон Холцапел се омъжва на 6 август 1653 г. за принц Адолф фон Насау-Шаумбург.